# (14428) Lazaridis
(14428) Lazaridis est un astéroïde de la ceinture principale.

## Description
(14428) Lazaridis est un astéroïde de la ceinture principale. Il fut découvert le 8 novembre 1991 à Kitt Peak par le projet Spacewatch. Il présente une orbite caractérisée par un demi-grand axe de 3,18 UA, une excentricité de 0,19 et une inclinaison de 1,6° par rapport à l'écliptique.

## Compléments